# Beatrix Potter
Helen Beatrix Potter (ur. 28 lipca 1866 w Londynie, zm. 22 grudnia 1943 w Near Sawrey) – angielska ilustratorka oraz autorka powiastek i wierszy dla dzieci. W 1902 wydała ilustrowaną przez siebie książkę Piotruś Królik (The Tale of Peter Rabbit). Oprócz niej napisała jeszcze 22 inne powiastki (tales), w których obok królika Piotrusia pojawiają się także inne antropomorficzne zwierzęta, m.in. Beniamin Truś (Benjamin Bunny), wiewiórka Orzeszko (Squirrel Nutkin), prosiak Robinson (Pig Robinson), kaczka Tekla Kałużyńska (Jemima Puddle-Duck).

## Życiorys
Urodziła się 28 lipca 1866 w South Kensington w Londynie jako córka Ruperta Pottera i Helen Leech. Pochodziła z należącej do klasy wyższej, zamożnej rodziny i wychowywana była przez guwernantki. Jej młodszy brat, Bertram, został wysłany do szkoły z internatem i rzadko bywał w domu. Beatrix spędzała czas, opiekując się zwierzętami i rysując – głównie przyrodę. Prowadziła także własne obserwacje natury i mając poparcie swojego wuja, chemika sir Henry’ego Enfielda Roscoe’a, przedstawiła swoje prace botanikom z Royal Botanical Gardens w Kew. Została jednak odrzucona przez środowisko naukowe ze względu na swoją płeć.

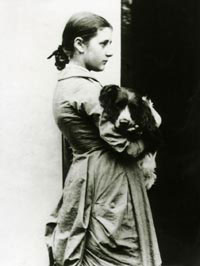
Beatrix Potter w wieku 15 lat

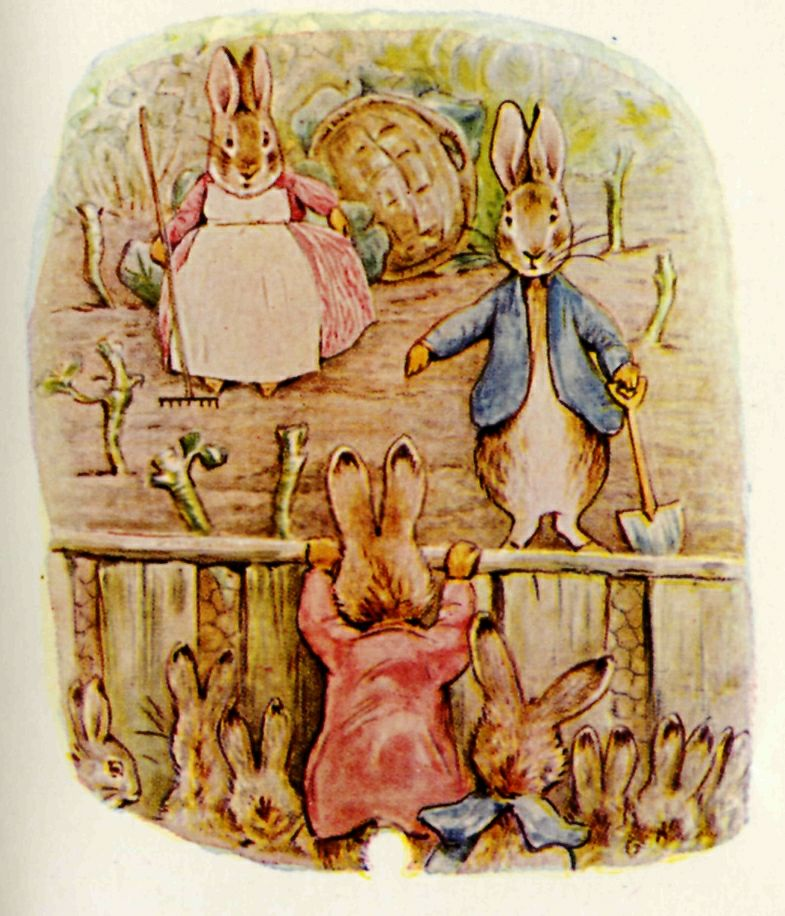
Króliki Flopcia, Beniamin (tyłem) i Piotruś na rysunku Beatrix Potter

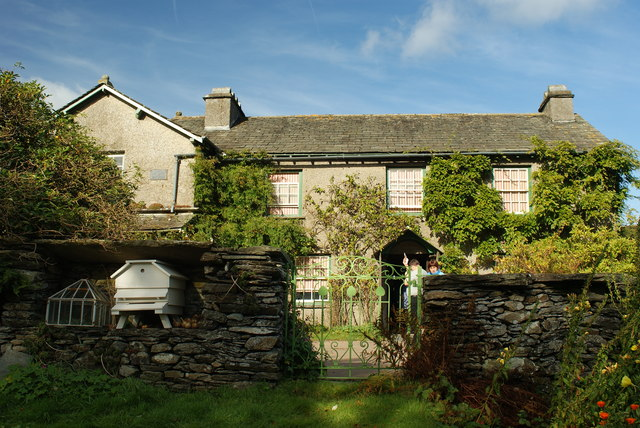
Dom Beatrix Potter w posiadłości Hill Top
– obecnie własność National Trust

Jako piętnastolatka zaczęła pisać dziennik, bardzo małymi literami i specjalnym szyfrem (udało się go odczytać dopiero w latach 60. XX wieku). Była zafascynowana malarstwem i często chodziła z rodzicami na wystawy. Jej ulubionymi twórcami byli: Rafael, Thomas Gainsborough, Reynolds i Tycjan.
W 1892 jej formalna edukacja dobiegła końca i Potter zaczęła chodzić do Muzeum Historii Naturalnej. Udało się jej także spotkać z Charliem McIntoshem. Odkryła wtedy także nowy gatunek grzyba (jednak publikacja i uznanie w tej dziedzinie przyszły dopiero pośmiertnie).
Wtedy to udało się jej sprzedać kartki pocztowe, a sześćdziesiąt realistycznych przedstawień owadów ukazało się w książce dr W.P.K. Findlaya pt. Wayside and Woodland Fungi.
W 1893 napisała Piotrusia Królika, a w 1901 wydała go własnym sumptem za 11 funtów i sprzedała 250 egzemplarzy książki wśród znajomych i rodziny. Zainteresowana jej sukcesem oficyna Warne & Co, zgodziła się (mimo wcześniejszej odmowy) na wydanie książki, co nastąpiło w 1902. Publikacja okazała się bestsellerem (sprzedano 28 tys. egzemplarzy). W kolejnych latach napisała następne powiastki, a w 1903, w wieku 37 lat stała się niezależna finansowo. Potem powstała również pierwsza maskotka Piotrusia Królika, zaprojektowana przez autorkę.
W czerwcu 1905 nieoficjalnie zaręczyła się (mimo sprzeciwu rodziców) z Normanem Warne'em – swoim wydawcą. Do ślubu jednak nie doszło, gdyż 25 sierpnia Norman umarł na białaczkę.
W październiku kupiła Hill Top Farm w Near Sawrey w Krainie Jezior. Potem wykupiła kolejne farmy, nie chcąc dopuścić do zmian krajobrazu wskutek planowanej zabudowy terenu. W 1918 założyła hodowlę owiec rasy Herdwick, które wygrywały w konkursach na lokalnych wystawach rolniczych. W 1930 jako pierwsza kobieta objęła stanowisko prezesa Stowarzyszenia Hodowców Owiec Herdwick.
W 1913 wyszła za mąż za adwokata Williama Heellisa, którego jako nastoletniego chłopca poznała w dzieciństwie podczas wakacji. Przy jego pomocy wykupywała zagrożone likwidacją farmy. W chwili śmierci była właścicielką 4000 akrów (1618 hektarów) ziemi w Krainie Jezior (które przekazała organizacji National Trust for Places of Historic Interest or Natural Beauty).
Zmarła wskutek zapalenia płuc 22 grudnia 1943 w Near Sawrey. Kremacja odbyła się bez świadków, żałobników, kwiatów i księgi kondolencyjnej. Zgodnie z dyspozycją zmarłej, jej prochy zostały rozsypane na wzgórzu, wznoszącym się nad farmą Hill Top.

## Twórczość
Powiastki
- Piotruś Królik (The Tale of Peter Rabbit, 1902)
- Wiewiórka Orzeszko (The Tale of Squirrel Nutkin, 1903)
- Krawiec i jego kot (The Tailor of Gloucester, 1903)
- Beniamin Truś (The Tale of Benjamin Bunny, 1904)
- Dwie niegrzeczne myszy (The Tale of Two Bad Mice, 1904)
- Pani Mrugalska (The Tale of Mrs. Tiggy-Winkle, 1905)
- Pasztet i foremka (The Tale of the Pie and the Patty-Pan, 1905)
- Pan Jeremi Rybak (The Tale of Mr. Jeremy Fisher, 1906)
- Królik srogi i zły (The Story of a Fierce Bad Rabbit, 1906)
- Panna Mopcia (The Story of Miss Moppet, 1906)
- Tomek Kociak (The Tale of Tom Kitten, 1907)
- Kaczka Tekla Kałużyńska (The Tale of Jemima Puddle-Duck, 1908)
- Samuel Baczko albo zwijany pudding (The Tale of Samuel Whiskers or The Roly-Poly Pudding, 1908)
- Króliczki Flopci (The Tale of the Flopsy Bunnies, 1909)
- Imbir i Kminek (The Tale of Ginger and Pickles, 1909)
- Pani Tycia Myszka (The Tale of Mrs. Tittlemouse, 1910)
- Typcio Drypcio (The Tale of Timmy Tiptoes, 1911)
- Pan Rudzielec (The Tale of Mr. Tod, 1912)
- Grzeczny Prosiulek (The Tale of Pigling Bland, 1913)
- Wierszyki Krysi Pstrysi (Appley Dapply's Nursery Rhymes, 1917)
- Jaś Wielkomiejski (The Tale of Johnny Town-Mouse, 1918)
- Wierszyki Trusi Pietrusi (Cecily Parsley's Nursery Rhymes, 1922)
- Prosiak Robinson (The Tale of Little Pig Robinson, 1930)

Inne utwory
- Trzy myszki (Three Little Mice)[1][2]
- Gwiazdkowe przyjęcie królików (The Rabbits' Christmas Party)[1][2]
- Stara Przebiegła Kotka (The Sly Old Cat, 1906)[3]
- Peter Rabbit's Painting Book (1911)
- Tom Kitten's Painting Book (1917)
- Lis i Bocian (The Fox and the Stork, 1919)[2]
- Jemima Puddle-Duck's Painting Book (1925)
- Peter Rabbit's Almanac for 1929 (1928)
- The Fairy Caravan (1929)
- Sister Anne (ilustrowała Katharine Sturges) (1932)

## Polskie tłumaczenia
Zbiory:
- Bajki dla najmłodszych, tłum. Mirosława Czarnocka-Wojs, il. Jadwiga Abramowicz, Alfa 1991
- Powiastki Beatrix Potter, tłum. Małgorzata Musierowicz przy współpracy Jacka Stokłosy, Wilga 2010 [The Complete Tales of Beatrix Potter][4][5]
- Najpiękniejsze powiastki Beatrix Potter, tłum. Małgorzata Musierowicz przy współpracy Jacka Stokłosy, Wilga 2011[6]
- Hilda Kałużanka i inne historyjki, tłum. Anna Matusik-Dyjak, Barbara Szymanek, Wydawnictwo Olesiejuk 2016
- Historyjki Beatrix Potter, tłum. Anna Matusik-Dyjak, Barbara Szymanek, Wydawnictwo Olesiejuk 2016 [The world of Peter Rabbit]
- Króliczek Piotruś i inne historyjki, tłum. Anna Matusik-Dyjak, Barbara Szymanek, Wydawnictwo Olesiejuk 2016 [wybór z The world of Peter Rabbit]

Seria Wydawnicza Biblioteka Królika Piotrusia Wydawnictwa Siedmioróg z 1991 roku:
1. Piotruś Królik, tłum. Małgorzata Musierowicz [The Tale of Peter Rabbit]
2. Kaczka Tekla Kałużyńska, tłum. Małgorzata Musierowicz [The Tale of Jemima Puddle-Duck]
3. Pani Mrugalska, tłum. Małgorzata Musierowicz [The Tale of Mrs. Tiggy - Winkle]
4. Dwie niegrzeczne myszy, tłum. Małgorzata Musierowicz [The Tale of Two Bad Mice]
5. Pani Tycia Myszka, tłum. Małgorzata Musierowicz [The Tale of Mrs. Tittlemouse]
6. Tomek Kociak, tłum. Małgorzata Musierowicz [The Tale of Tom Kitten]

Seria Wydawnicza Wydawnictwa Olesiejuk:
- Kłapousie Króliczki
- Marysia Drobnomysia
- Pani Mrugalińska
- Króliczek Piotruś
- Wiewiórka Chrupuś
- Niegrzeczne Myszki
- Pan Jeremiasz Rybak
- Beniamin Kicuś
- Hilda Kałużanka
- Krawiec z Glocester

Pojedyncze opowiadania:
- Krawiec i jego kot, tłum. Stefania Wortman, il. Antoni Boratyński, Nasza Księgarnia 1969 [The Tailor of Gloucester]

## Filmy i fani
- Piotruś Królik i inni bohaterowie powiastek Potter po raz pierwszy pojawili się na ekranie w 1971. Reżyser Reginald Mills bowiem zrealizował film baletowy pt. The Tales of Beatrix Potter z udziałem tancerzy The Royal Ballet oraz orkiestry The Royal Opera House. Muzykę skomponował John Lanchbery, a twórcą choreografii był Frederick Ashton.
- W 1982 telewizja BBC zrealizowała film biograficzny Opowieść o Beatrix Potter (The Tale of Beatrix Potter). Jego reżyserem był Bill Hayes, zaś role młodej i dorosłej Potter zagrały: Holly Aird i Penelope Wilton.
- Ponadto telewizja BBC była w latach 1992–1995 jednym z współproducentów dziewięcioodcinkowego  serialu animowanego Świat królika Piotrusia i jego przyjaciół, opartego na twórczości artystki.
- W 2006 na ekrany kin wszedł kolejny film biograficzny o Potter. Pełnometrażowy obraz fabularny pt. Miss Potter wyreżyserował Chris Noonan. W postać tytułowej bohaterki wcieliła się Renée Zellweger.
- Fanów Beatrix Potter stowarzysza The Beatrix Potter Society.